# Єрбас-Буенас
Єрбас-Буенас (ісп. Yerbas Buenas) — селище в Чилі. Адміністративний центр однойменної комуни. Населення — 1595 осіб (2002). Селище і комуна входить до складу провінції Лінарес і регіону Мауле.
Територія — 262 км². Чисельність населення — 18 081 мешканця (2017). Щільність населення — 69 чол./км².

## Розташування
Селище розташоване за 37 км на південь від адміністративного центру області міста Талька та за 10 км на північ від адміністративного центру провінції міста Лінарес.
Комуна межує:
- на півночі — з комуною Сан-Клементе
- на сході — з комуною Кольбун
- на півдні — з комуною Лінарес
- на заході — з комунами Сан-Хав'єр-де-Ланкомілья, Вілья-Алегре